# Феликс Нусбаум
Феликс Нусбаум (Оснабрик, 11. децембар 1904 – логор Аушвиц, 9. август 1944) био је њемачко-јеврејски надреалистички сликар. Његове слике, укључујући и Аутопортрет са јеврејском личном картом (1943) и Тријумф смрти (1944), приказују његова искуства као Јевреја током Холокауста. Његов рад се најчешће повезује са покретом Нова стварност, а на њега су утицала дјела Ђорђа де Кирика, Анрија Русоа и Винсета ван Гога. Након доласка нациста на власт у Њемачкој он се склања у Белгију. Из Белгије је , заједно са супругом Фелком Платек, депортован у логор Аушвиц само неколико мјесеци прије него што је британска војска ослободила Брисел 3. септембра 1944.

## Биографија
Нусбаум је рођен и одрастао у Оснабрику у Њемачкој, као други син трговца Филипа Нусбаума (1872–1944) и његове жене Рахел, рођене ван Дајк (1873–1944). Имао је старијег брата Јустуса Нусбаума (1901–1944). Његов отац је био ветеран Првог светског рата и њемачки родољуб прије успона нацистичке партије. У младости се аматерски бавио сликањем, али је из финансијских разлога био принуђен да ради друге послове. Због тога је свог сина охрабривао да се професионално бави умјетношћу. Након похађања јеврејске основне школе и средње школе, 1922/23. почиње да студира умјетност у Хамбуршкој школи примењених умјетности, а потом наставља школовање у Берлину у школи Левина Функе и у Уједињеној државној школи за слободну и примјењену умјетност као студент Паула Плонтке и Цезара Клајна. Од 1928. је мастер студент Ханса Мајда. Био је под јаким утицајем Винсета ван Гога и Анрија Русоа, а на крају Ђорђа де Кирика и Карла Кара. Сматра се да је експресионистичка слика Карла Хофера утицала на Нусбаумов пажљив приступ боји. У Берлину је 1927. године упознао своју партнерку и будућу супругу - сликарку Фелку Платек која је рођена у Варшави 1899. године.
Око 1930. његове изложбе имале су велики успјех. Прве самосталне изложбе имао је у књижари у Оснабирку 1927. и у галерији Каспер у Берлину 1928. године. Одлази у Француску и по повратку 1929. године оснива свој студио у Берлину. Његов умјетнички искорак долази 1931. са сликом "Велики трг". Овом сликом је на ироничан начин приказао достојанственике одсјека за ликовну умјетност берлинске академије на челу са предсједником Максом Либерманом. Од 1932. до маја 1933.  Нусбаум је, као државни стипендиста и добитник Велике државне награде Пруске академије умјетности, борави у Риму. Због спора са сликаром Хансом Мервелтом напушта Академију. Одлуци да напусти академију доприњео је и долазак нациста на власт у Њемачкој. Након што је Адолф Хитлер у априлу послао свог министра пропаганде у Рим да објасни умјетничким елитама како нацистички умјетник треба да промовише херојство и аријевску расу, Нусбаум је схватио да, као Јевреј, не може да остане на академији.
Нусбаум не желећи да се врати у Нацистичку Њемачку живи у егзилу са Фелком Платек прво у Италији, Француској, а од 1937. у Бриселу. Са Фелком одлази 1937. у Швајцарску да би је упознао са својим родитељима. Феликсови родитељи се због велике носталгије враћају у Њемачку упркос његовим приговорима и противљењу. Ово је био последњи пут да је Феликс видио своји родитеље — извор његове духовне и финансијске подршке. Феликс и Фелка ће наредних десет година провести у егзилу, углавном у Белгији, што је за њега период емоционалне и умјетничке изолације, али и једно од умјетничких најпродуктивнијих периода у његовом животу.
Након што је нацистичка Немачка напала Белгију 8. маја 1940. године, Нусбаума је белгијска полиција ухапсила као „непријатељског странца“ Нијемаца, а затим је одведен у логор у Сен-Сипријену у јужној Француској. Очајне прилике у логору утицале су на његове слике тог времена. На крају је потписао захтјев француским логорским властима да буде враћен у Њемачку. Приликом транспорта возом од Сен Сипријена до Њемачке, успјео је да побјегне у близини Бордоа. Враћа се у окупирану Белгију, у Брисел гдје се налази са Фелком и њих двоје почињу да се скривају код пријатеља који је био трговац умјетнинама. Како Нусбаум није имао боравишних докумената, а самим тим ни начина да заради новац пријатељи им налазе склоништа и умјетничке потрепштине како би могао да се бави сликањем. Године 1943. насликао је "Аутопортрет са јеврејском личном картом". На овој слици налази се дрво (буквални превод презимена Нусбаум је дрво ораха) чије су гране посјечене, а једна грана носи цвјетове.
Током 1944. године породица Нусбаум се нашла на удару Нацистичке Њемачке, односно пплана за уништење Јевреја. Филип и Рахела Нусбаум су убијени у логору Аушвицу у фебруару, а у јуну су њемачке оружане снаге пронашле Феликса и Фелку како се крију на тавану. Они су ухапшени и послани у Сабирни логорМехелен гдје су добили бројеве XXVI/284 и XXVI/285. Из Мехелена су послани у логор Аушвиц гдје су стигли 2. августа 1944. Досадашње претпоставке биле су да су обоје убијени у гасним коморама чим је транспорт стигао у логор. Овакве тврдње оповргнуте су 2014. године када је у Руском државном архиву у Москви пронађен досије хирушког одељења логорске болнице из болнице Блока 21 у логору Аушвицу у којем се говори да је Феликс Нусбаум је наведен као затвореник број Б-3594 и да је лијечен од пликова на кажипрсту лијеве руке 20. септембра 1944. године. Због тога је био један од 361 Јевреја из његовог транспорта који су класификовани као способни за рад и нису одмах убијени гасом. Нема доказа да је послије 26. новембра 1944. пребачен у други логор, као што се дешавало у другим случајевима. Такође, није био један од преживјелих из Аушвица ослобођених 27. јануара 1945. године. Стога се претпоставља да је преминуо у Аушвицу између 20. септембра 1944. и 27. јануара 1945. године. Феликсов брат је такође послан у Аушвиц, а 6. септембраа тамо су убијене и његова снаха и нећака. У децембру је његов брат - посљедњи у породици - умро од исцрпљености у Концентрационом логору Штутхофу. Тако је у року од једне године, цијела породица Нусбаум убијена.

## Дјела (избор)
Неке од најпознатијих својих дјела Нусбаум је створио у посљедњим годинама живота које је провео кријући се у Бриселу до хапшења 20. јуна 1944. године. Као ријетко који други умјетник његове генерације, Феликс Нусбаум је на овим сликама умјетнички обрадио Холокауст у Европи. У безизлазној и животно угроженој ситуацији, сликарство је за њега постало чин отпора и кроз њега је сачувао људско достојанство и право на самоопредјељење. Сматра се да је насликао 456 радова и 21 повремени рад. Његови пријатељи из Белгије сачували су његове слике које је сликао док је био у изгнанству. Све до почетка осамдесетих његова дјела су добијала мало пажње, да би већ 1997. године једна његова слика продана на аукцији за 1,7 милион евра.
- Тријумф смрти (Скелети играју)', 1944.
- Уплакана жена, 1941.
- Сајмиште
- Тајна
- Лутке, 1943
- Аутопортрет са пешкиром, 1936.
- Ноћни призор из Арла (Пар под чемпресима), 1929.
- Избјеглица, 1939.
- Затворско двориште, 1942.
- Јевреј на прозору, 1943.

Феликс Нусбаум је заједно са својим пријатељем Мајк Ловеном су 1936. осмислили дјечију причу за анимирани филм. Међутим, анимирани филм са ликовима Питом и Пегсом никада није реализован. Остало је само 29 црно-бијелих фотографија оригиналних цртежа. Из тоја је издавачка кућа у Берлину развила књигу за дјецу у сарадњи са Доротеом Грим и илустратором Франком Хопманом ин Минстера.

## Насљеђе
Дана 16. јула 1998. године у Оснабрику је отворена кућа Феликса Нусбаума у којој се налази највећа  колекција његових слика на свијету са преко 200 дјела. Зграда музеја изграђена је по плану америчко-јеврејског архитекте Данијела Либескинда, који је изглед зграде повезао са трагичним животом умјетника и његовом смрћу у Аушвицу. У Оснабирку постоји "Друштво Феликс Нусбаум" које промовише истраживање и свјест о Нусбаумовом опусу. Поводом стогодишњице његовог рођења Њемачка пошта је издала специјалну марку са мотивом слике "Тајна" у оквиру серије "Њемачко сликарство у 20. вијеку".
Испред виле Нусбаум у Оснабирку, постављена су три камена спотицања које подсјећају да је ту живио Феликс Нусбаум и његови родитељи. Још један камен спотицања постављен је у Бриселу у знак сјећања на Феликса и Фелку, испред куће која је била њихово посљедње мјесто боравка прије депортације. Камен спотицања постављен је и у Хамбургу испред факултета гдје је Феликс студирао.
- Камен спотицања у част Филипа, Рахеле и Геликса Нусбаума у Оснабирку.
- Капен спотицања испред Универзитета лијепих умјетности у Хамбургу у част бившег студента Феликса Нусбаума (1904–1944)
- Капен спотицања у Бриселу
- Капен спотицања у част Фелке Нусбаум - Платек у Оснабирку

У Позоришту у Оснабирку 30. јануара 2010. била је премијера представе "Феликс Нусбаум" Кристофа Климкеа. У Оснабирку постоји школа која носи име "Феликс Нусбаум". Француски стрип цртач Емил Браво је у сјећање на Феликса Нусбаума направио стрип "Спиру : Нада изнад свега" у овој четворотомној причи, која је смјештена у окупирану Белгију, Спиру упознаје Феликса Нусбаума и Фелку Платек и спријатељи се са њима. У Србији је овај стрип објавила Издавачка кућа "Најкула".